# Marek Bajor
Marek Antoni Bajor (Kolbuszowa, 10 de janeiro de 1970) é um treinador e ex-futebolista profissional polaco, atuava como defensor, medalhista olímpico de prata.
Marek Antoni Bajor conquistou a a medalha de prata em Barcelona 1992.